# Arcadia (Luizjana)
Arcadia – miasto w Stanach Zjednoczonych, w stanie Luizjana, siedziba administracyjna parafii Bienville.